# 清水真理
清水 真理（しみず まり）は、日本の人形作家。主に球体関節人形を制作する。映像制作も行っている。主な作品集に『Miracle～奇跡～』など。

## 略歴
熊本県天草出身。幼少のころからヨーロッパのアンティークドールに興味を示す。高校生のときにアンドレイ・タルコフスキーの作品を見て映像制作の道に進むことを決意する。多摩美術大学美術学部二部芸術学科映像コース卒業。在学中より人形アニメーションのための人形制作を独学で行う。人形作家として認知される前は映像作家として知られており、ドイツのオーバーハウゼン国際短編映画祭などでの上映経験をもつ。映像作家としての作品に『空境線にて』『レーベンスボルン Rebensborn』（12min.）、『月世界旅行』（1995年、2min.）、『Inter-pheromone』（1996年、14min.）、『マリーゴールド』（12min.）、『Who doesn't know what my name』（4min.）などがある。映像作家としての活動のかたわら人形制作を続け、2000年にバンド“MUCC”のCDジャケットに人形写真が使用される。2001年に人形教室「アトリエ果樹園」を練馬区大泉学園町（現在は東武東上線下板橋駅近くに移転）に設立。
以降、個展やグループ展、イベントなどへの作品出展を重ね、人形作品の発表を続ける。2010年、松岡正剛プロデュースの書店「松丸本舗」（丸善 丸の内店 4階）に人形を提供。店頭のディスプレイを飾る。2011年より、北イタリア・ブレシアで毎春開催される親日イベント「Il Giappone nel chiostro」に参加。人形制作を開始してから20年の節目にあたる2013年、東京・ギャラリー新宿座で20周年記念展を開催。過去作品や作品のエスキース、写真資料を展示した。2013年冬、ファッションブランド「ペイ* デ* フェ」とのコラボレーションワンピースを発表。現在も個展、グループ展を主として人形作品を発表している。2015年ロスアンジェルス、ハイブラリーで3/15~4/3まで個展「滅び行くものの美学」を開催。

## 主な展覧会
2002年
- 12月　個展「クリスマス・ゴシック」（ARTBOXギャラリー、銀座）

2003年
- 5月　個展「清水真理 小個展」（新宿ライカエジソン、新宿）

2005年
- 11月　個展「Melancholia」（Platform Studio、銀座）
- 9月　個展「清水真理 exhibition」（Luft schloss、新宿）

2006年
- 11月　個展「Fairy Tail」（銀座人形館Angel Dolls、銀座）

2008年
- 7月　個展「ノスタルジア」（銀座人形館Angel Dolls、銀座）
- 9月　個展「聖書と木馬」（青木画廊３階Luft、銀座）

2009年
- 1月　個展「Victorian Nightmare Garden ～もう一つのアリス～」（parabolica-bis、浅草橋）
- 7月　個展「Blue Monday」（銀座人形館Angel Dolls、銀座）

2010年
- 2月　個展「片足のマリア～Strange Angels Garden～」（parabolica-bis、浅草橋）
- 7月　個展「Secret Garden 」（銀座人形館Angel Dolls、銀座）

2011年
- 3月　個展「奇妙な動物園」（ペイ*デ*フェ、中野）
- 7月　個展「NIRVANA～涅槃～」（parabolica-bis、浅草橋）
- 7月　個展「花物語」（銀座人形館Angel Dolls、銀座）

2012年
- 6月　個展「Metamorphose-変容- ～傷みが悦びに変わるとき～」（ヴァニラ画廊、銀座）
- 10月　個展「Primavera〜プリマヴェーラ〜」（銀座人形館Angel Dolls、銀座）
- 11月　個展「Epiphany～礼賛～」（乙画廊、大阪）
- 12月　個展「えすぺらんさ～希望～」（MeiPAM、小豆島）

2013年
- 3月　清水真理20周年記念個展1993～2013「St.Freaks　～聖なる異形～」（新宿・新宿座）
- 9月　個展「Memories～思い出の少女たち～」（銀座人形館Angel Dolls、銀座）
- 11月　個展「Labyrinthos～迷宮～」（乙画廊、大阪）

2014年
- 1月　個展「ポップ・シュルレアリスム宣言」（ヴァニラ画廊、銀座）
- 4月　清水真理×向川貴晃 二人展「吸血鬼幻想」（銀座・スパンアートギャラリー）
- 6月　個展「驚異の小宇宙 vol.1 ルドルフの本棚」（JUDITH ARTS & ANTIQUES、代官山）
- 9月　個展「INNOCENT」（銀座人形館Angel Dolls、銀座）
- 9月　清水真理×泥方陽菜×林美登利 三人展「エレゲイア」（銀座・ヴァニラ画廊）

## 主な出版物
- Wonder Doll（ART BOX、2002年）
- 双子の国のアリス（新風舎文庫、2003年）
- Alice（新風舎文庫、2004年）
- Miracle～奇跡～（アトリエサード、2012年6月）

## 作品の使用されたメディア

### テレビ
- 2011年6月24日『新日本風土記』人形特集（NHK BSプレミアム）
- 2012年『赤い糸の女』（東海テレビ）-人形使用。
- 2013年『カラマーゾフの兄弟』（フジテレビ）-人形使用。

### 雑誌掲載
- 2002年『ゴシック&ロリータバイブルvol.4』（インデックスコミュニケーションズ）
- 2004年『yaso夜想＃ドール』（ステュディオ・パラボリカ）
- 2009年『yaso夜想＃モンスター＆フリークス』（ステュディオ・パラボリカ）
- 2006年『TH No.27 奴隷の詩学～マゾヒズムからメイド喫茶まで』（アトリエサード）
- 2008年『TH No.35 変性男子～HENSEI☆DANSHI』（アトリエサード）
- 2010年『TH No.41 トラウマティック・エロティクス』（アトリエサード）
- 2011年『TH No.47 人間モドキ～半分人間の解剖学』（アトリエサード）
- 2012年『TH No.50 オブジェとしてのカラダ～トルソと手と脚と頭と…』（アトリエサード）
- 2012年『TH No.51 魔術的イマジネーション～超自然への幻想』（アトリエサード）
- 2012年『TH No.52 コドモのココロ～危ういイノセンス』（アトリエサード）
- 2013年『TH No.53 理想郷と地獄の空想学～涅槃幻想の彼方へ』（アトリエサード）
- 2008年『瞳 17号 球体関節人形の群像2 ～ かたるまなざし ～』（マリア書房）
- 2009年『Alamode Magazine Vol.03』（アーティズム出版）
- 2009年『Japanese Goth』（Universe）

### 映画
- 2006年「ホッテントットエプロン・スケッチ」（監督／七里圭）-人形使用。
- 2009年「アリスが落ちた穴の中」（監督／寺嶋真里）-人形使用。
- 2015年「アリス・イン・ドリームランド」（監督／蜂須賀健太郎）

### 舞台
- 2007年 虚飾集団廻天百眼 公演「赤闇少女 ～私と私の人形劇～」-人形使用。
- 2009年 虚飾集団廻天百眼 公演「鬼姫」-人形使用。
- 2011年 虚飾集団廻天百眼 公演「少女椿」-人形使用。

### 書籍表紙
- 2010年青柳いづみこ著『水のまなざし』文藝春秋

### CDジャケット
- 1999年 ムック「アンティーク」、
- 2000年 ムック「娼婦/廃」
- 2001年 ムック「痛絶」

### その他
- 2004年 ザ・13ドアーズ夏季限定イベント「呪いの人形」-人形制作
- 2010年 丸善丸の内本店「松丸本舗」-店
- 2014年 東高円寺の「オンディーヌ」に新作を展示中」